# Hillside (Shetland)

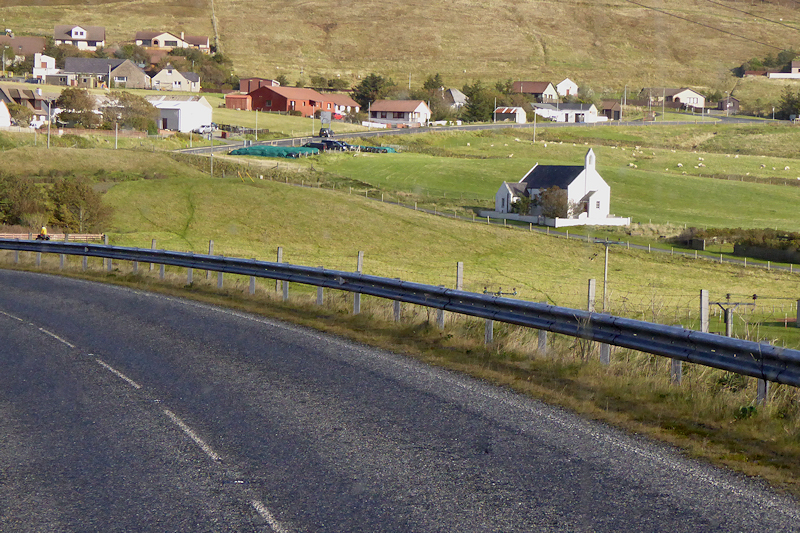
Häuser und Kirche in Hillside

Hillside ist eine Ortschaft, die in Schottland im Norden der Shetlandinseln liegt.

## Geographie
Hillside liegt im Nordwesten von Mainland am östlichen Ende der Meeresbucht Olna Firth. Überragt wird der Ort vom 130 Meter hohen Tagon Hill im Nordosten. Hillside wird als Teil des größeren Voes im Süden gesehen. Kleinere Ortschaften in der Nähe sind Tagon im Westen und Mulla im Nordwesten.

## Historisches
Im Rahmen der historischen Gliederung Schottlands in Civil Parishes zählt Hillside zu Delting.

## Verkehr
Hillside liegt am Beginn der A968, die nach Haroldswick im Norden führt. Sie zweigt hier von der A970 ab, die Sumburgh im Süden mit Isbister im Norden verbindet.